# فايزون لوف
فايزون لوف (بالإنجليزية: Langston Faizon Santisima)‏ هو ممثل كوبي وأمريكي، ولد في 4 يونيو 1968 بسانتياغو دي كوبا في كوبا.

## أعمال

### أفلام
- (2003) قزم[6]
- (2006) مجرد حظي[7]
- (2009) جي-فورس[8][9]
- (2009) خلوة أزواج[10]
- (2010) الحياة كما نعرفها[11][12]
- (2011) حارس الحديقة[13]

## وصلات خارجية
- فايزون لوف على موقع IMDb (الإنجليزية)
- فايزون لوف على موقع ميتاكريتيك (الإنجليزية)
- فايزون لوف على موقع روتن توميتوز (الإنجليزية)
- فايزون لوف على موقع قاعدة بيانات الأفلام العربية
- فايزون لوف على موقع ألو سيني (الفرنسية)
- فايزون لوف على موقع ميوزك برينز (الإنجليزية)
- فايزون لوف على موقع أول موفي (الإنجليزية)
- فايزون لوف على موقع قاعدة بيانات الأفلام السويدية (السويدية)
- فايزون لوف على موقع إن إن دي بي (الإنجليزية)
- فايزون لوف على موقع ديسكوغز (الإنجليزية)